# Катайка (приток Исети)
Катайка — река в России, протекает в Катайском районе Курганской области. Устье реки находится в 387 км по левому берегу реки Исеть, в городе Катайске. Длина реки составляет 22 км.

## Данные водного реестра
По данным государственного водного реестра России относится к Иртышскому бассейновому округу, водохозяйственный участок реки — Исеть от города Екатеринбург до впадения реки Теча, речной подбассейн реки — Тобол. Речной бассейн реки — Иртыш.
Код объекта в государственном водном реестре — 14010500612111200003079.

## Гидроним
Гидроним по названию башкирского родо-племенного объединения катай.

## Населённые пункты
- с. Корюково
- г. Катайск

## Притоки
- Ключи